# マキシ・ヒューズ
マキシ・ヒューズ（Maxi Hughes、1990年3月4日 - ）は、イギリスのプロボクサー。元IBO世界ライト級王者。

## 来歴

### ライト級
2010年9月17日、ドンカスターのドンカスター・ドームでジョニー・グリーヴスとデビュー戦を行い、4回判定勝ちを収めた。
2013年4月20日、ブラックプールのウィンターガーデンでスコット・カードルとBBBofC中部ライト級王座決定戦を行い、10回判定負けを喫し王座を獲得出来なかった。

### スーパーフェザー級
2014年12月6日、ロンドンのヨーク・ホールでマーティン・ジョセフ・ウォードとBBBofC英国スーパーフェザー級挑戦者決定戦を行い、10回0-1（95-95、94-94、94-95）の引き分けに終わり挑戦権を獲得出来なかった。
2015年4月11日、リーズのファースト・ダイレクト・アリーナでマーティン・ジョセフ・ウォードとWBCインターナショナルスーパーフェザー級王座決定戦を行い、ヒューズが5回終了時に棄権した為TKO負けを喫し王座を獲得出来なかった。
2017年3月25日、マンチェスターのマンチェスター・アリーナでWBCインターナショナル・BBBofC英国スーパーフェザー級王者のマーティン・ジョセフ・ウォード1年11ヶ月振りに対戦し、12回0-3（112-116、113-116、111-118）の判定負けを喫し両王座を獲得出来なかった。
2017年9月2日、ドンカスターのドンカスター・ドームでライアン・ムーアヘッドとBBBofC中部スーパーフェザー級王座決定戦を行い、10回判定勝ちを収め王座を獲得した。
2018年4月14日、レスターのキング・パワー・スタジアムでサム・ボーウェンとBBBofC英国スーパーフェザー級王座決定戦を行い、8回2秒TKO負けを喫し王座を獲得出来なかった。

### ライト級復帰
2019年11月9日、ロンドンのヨーク・ホールでリアム・ウォルシュとWBOヨーロピアンライト級王座決定戦を行い、10回0-3（93-97、92-98、94-96）の判定負けを喫した。
2020年8月12日、サウス・カークビーのプロダクション・パーク・スタジオでジョノ・キャロルとライト級10回戦を行い、10回3-0（96-95×2、97-93）の判定勝ちを収めた。
2020年10月9日、ドバイのシーザース・パレス・ドバイでWBCインターナショナルライト級王者のビクトル・コトチゴフと対戦し、10回3-0（96-93、97-92、95-94）の判定勝ちを収め王座を獲得した。
2021年3月19日、ボルトンのボルトン・ホワイツ・ホテルでポール・ハイランド・ジュニアとBBBofC英国ライト級王座決定戦を行い、8回1分20秒TKO勝ちを収め王座を獲得した。
2021年9月4日、リーズのヘディングリー・ラグビー・スタジアムでIBO世界ライト級王者のジョバンニ・ストラフォンと対戦し、12回3-0（120-107×2、119-109）の判定勝ちを収め王座を獲得した。
2022年3月26日、リーズのファースト・ダイレクト・アリーナでライアン・ウォルシュと対戦し、12回3-0（120-108、119-109、118-110）の判定勝ちを収め初防衛に成功した。
2022年9月24日、ノッティンガムのノッティンガム・アリーナで元IBF世界フェザー級王者のキッド・ガラハドと対戦し、12回2-0（116-111、114-113、114-114）の判定勝ちを収め2度目の防衛に成功した。
2023年7月22日、オクラホマ州ショーニーのファイアレイク・アリーナで元WBAスーパー・IBF・WBO世界ライト級王者のジョージ・カンボソス・ジュニアとIBF世界ライト級2位決定戦を行い、12回0-2（111-117、113-115、114-114）の判定負けを喫しデヴィン・ヘイニーへの挑戦権及び3度目の防衛に失敗、王座から陥落した。
2024年3月16日、ラスベガスのザ・コスモポリタン内チェルシー・ボール・ルームでWBA世界ライト級1位のウィリアム・セペダとWBA・IBF世界ライト級挑戦者決定戦を行い、ヒューズが4回終了時に棄権した為TKOを喫しジャーボンテイ・デービス及びジョージ・カンボソス・ジュニア対ワシル・ロマチェンコの勝者への挑戦権を獲得出来なかった。
2024年12月14日、モンテカルロのモンテカルロ・スポーティングで行われた「Monte Carlo Showdown V」において、WBAコンチネンタルライト級王者のゲイリー・カリーと対戦し、10回3-0（100-90×3）の判定勝ちを収め王座を獲得した。

## 戦績
- プロボクシング：38戦 29勝 (6KO) 7敗 2分

| 戦           | 日付           | 勝敗 | 時間    | 内容        | 対戦相手                       | 国籍           | 備考                                              |
| ------------ | -------------- | ---- | ------- | ----------- | ------------------------------ | -------------- | ------------------------------------------------- |
| 1            | 2010年9月17日  | ☆    | 4R      | 判定1-0     | ジョニー・グリーヴス           | イギリス       | プロデビュー戦                                    |
| 2            | 2010年12月3日  | ☆    | 4R      | 判定1-0     | キリスタン・ライト             | イギリス       |                                                   |
| 3            | 2011年1月22日  | ☆    | 4R      | 判定1-0     | グラハム・フェアーン           | イギリス       |                                                   |
| 4            | 2011年3月4日   | ☆    | 4R      | 判定1-0     | ユーセフ・アル＝ハミディ       | シリア         |                                                   |
| 5            | 2011年7月10日  | ☆    | 4R      | 判定1-0     | ベキ・モヨ                     | ジンバブエ     |                                                   |
| 6            | 2012年3月2日   | △    | 4R      | 判定 0-0    | ロニー・クラーク               | イギリス       |                                                   |
| 7            | 2012年6月8日   | ☆    | 6R      | 判定1-0     | イワン・ゴドール               | スロバキア     |                                                   |
| 8            | 2012年9月28日  | ☆    | 6R      | 判定1-0     | イブラー・リヤス               | イギリス       |                                                   |
| 9            | 2012年11月30日 | ☆    | 6R      | 判定1-0     | アンドレス・ポドゥソブス       | ラトビア       |                                                   |
| 10           | 2013年4月20日  | ★    | 10R     | 判定0-1     | スコット・カードル             | イギリス       | BBBofC中部ライト級王座決定戦                      |
| 11           | 2013年10月4日  | ☆    | 6R      | 判定1-0     | マイケル・ムーニー             | イギリス       |                                                   |
| 12           | 2013年12月13日 | ☆    | 5R 1:22 | 負傷判定1-0 | アンディ・ハリス               | イギリス       |                                                   |
| 13           | 2014年2月7日   | ☆    | 3R 1:29 | TKO         | イムレ・ナジ                   | ハンガリー     |                                                   |
| 14           | 2014年5月9日   | ☆    | 2R 1:03 | TKO         | カシム・フサイン               | イギリス       |                                                   |
| 15           | 2014年9月12日  | ☆    | 10R     | 判定1-0     | カハ・アベティシアニ           | ジョージア     |                                                   |
| 16           | 2014年12月6日  | △    | 10R     | 判定0-1     | マーティン・ジョセフ・ウォード | イギリス       | BBBofC英国スーパーフェザー級挑戦者決定戦          |
| 17           | 2015年4月11日  | ★    | 5R 終了 | TKO         | マーティン・ジョセフ・ウォード | イギリス       | WBCインターナショナルスーパーフェザー級王座決定戦 |
| 18           | 2015年10月23日 | ☆    | 6R      | 判定1-0     | アブドン・シーザー             | カメルーン     |                                                   |
| 19           | 2016年2月6日   | ☆    | 10R     | 判定2-1     | ジェームズ・フライヤーズ       | イギリス       |                                                   |
| 20           | 2016年4月16日  | ☆    | 6R      | 判定1-0     | フォンス・アレクサンダー       | イギリス       |                                                   |
| 21           | 2017年3月25日  | ★    | 12R     | 判定0-3     | マーティン・ジョセフ・ウォード | イギリス       | BBBofC英国スーパーフェザー級タイトルマッチ        |
| 22           | 2017年9月2日   | ☆    | 10R     | 判定1-0     | ライアン・ムーアヘッド         | イギリス       | BBBofC中部スーパーフェザー級王座決定戦            |
| 23           | 2017年11月25日 | ☆    | 4R 1:55 | TKO         | カシウス・コナー               | イギリス       |                                                   |
| 24           | 2018年4月14日  | ★    | 8R 0:02 | TKO         | サム・ボーウェン               | イギリス       | BBBofC英国スーパーフェザー級王座決定戦            |
| 25           | 2019年7月6日   | ☆    | 4R 2:42 | TKO         | キエロン・マクラーレン         | イギリス       |                                                   |
| 26           | 2019年11月9日  | ★    | 10R     | 判定0-3     | リアム・ウォルシュ             | イギリス       | WBOヨーロピアンライト級王座決定戦                 |
| 27           | 2020年2月22日  | ☆    | 4R      | 判定1-0     | クリス・ピルキントン           | イギリス       |                                                   |
| 28           | 2020年8月12日  | ☆    | 10R     | 判定3-0     | ジョノ・キャロル               | アイルランド   |                                                   |
| 29           | 2020年10月9日  | ☆    | 10R     | 判定3-0     | ビクトル・コトチゴフ           | カザフスタン   | WBCインターナショナルライト級タイトルマッチ       |
| 30           | 2021年3月19日  | ☆    | 8R 1:20 | TKO         | ポール・ハイランド・ジュニア   | イギリス       | BBBofC英国ライト級王座決定戦                      |
| 31           | 2021年9月4日   | ☆    | 12R     | 判定3-0     | ジョバンニ・ストラフォン       | メキシコ       | IBO世界ライト級タイトルマッチ                     |
| 32           | 2022年3月26日  | ☆    | 12R     | 判定3-0     | ライアン・ウォルシュ           | イギリス       | IBO防衛1                                          |
| 33           | 2022年9月24日  | ☆    | 12R     | 判定2-0     | キッド・ガラハド               | イギリス       | IBO防衛2                                          |
| 34           | 2023年7月22日  | ★    | 12R     | 判定0-2     | ジョージ・カンボソス・ジュニア | オーストラリア | IBF世界ライト級2位決定戦 IBO陥落                  |
| 35           | 2024年3月16日  | ★    | 4R 終了 | TKO         | ウィリアム・セペダ             | メキシコ       | WBA・IBF世界ライト級挑戦者決定戦                  |
| 36           | 2024年9月27日  | ☆    | 6R 1:02 | TKO         | エフスタシオス・アントナス     | ギリシャ       |                                                   |
| 37           | 2024年12月14日 | ☆    | 10R     | 判定3-0     | ゲイリー・カリー               | アイルランド   | WBAコンチネンタルライト級タイトルマッチ           |
| 38           | 2025年5月23日  | ☆    | 12R     | 判定3-0     | アーチー・シャープ             | イギリス       | WBCシルバーライト級王座決定戦                     |
| テンプレート |                |      |         |             |                                |                |                                                   |

## 獲得タイトル
- BBBofC中部スーパーフェザー級王座
- WBCインターナショナルライト級王座
- BBBofC英国ライト級王座
- IBO世界ライト級王座
- WBAコンチネンタルライト級王座
- WBC世界ライト級シルバー王座